# Zisterzienserinnenkloster El Divino Salvador (Ferreira)
Das Zisterzienserinnenkloster El Divino Salvador (auch: Ferreira de Pantón) ist seit 1175 ein Kloster der Zisterzienserinnen in Ferreira de Pantón, Pantón, Provinz Lugo, Galicien in Spanien.

## Geschichte
Die Gräfin Fronilde stiftete 1175 in Ferreira de Pantón elf Kilometer westlich Monforte de Lemos am Ort eines früheren Benediktinerklosters das Nonnenkloster Santa María de Ferreira de Pantón oder del Divino Salvador („vom göttlichen Heiland“) und war dort bis zu ihrem Tod 1195 Zisterzienserin. Der Konvent besteht bis heute. Er gehört zur Zisterzienserinnenkongregation San Bernardo (C.C.S.B.). Die Klostergebäude, namentlich die romanische Kirche, stehen seit 1975 unter Denkmalschutz. El Divino Salvador ist das einzige zisterziensische Nonnenkloster in Galicien.